# バイオニクル
バイオニクル（BIONICLE）はレゴ社が製造販売している7歳から16歳を対象にした玩具のシリーズである。シリーズは2001年1月にヨーロッパで、同年6月及び7月にアメリカ合衆国で始まった。
バイオニクルはレゴ社の初期の玩具シリーズのスライザーとロボライダーが元になっており、四大元素に基づいたキャラクターなど類似点も多い。
バイオニクルは英単語 “biological”と“chronicle”からなっているかばん語であり、一般に信じられている“biomechanical”ではないそして最も正確に "bionics"。
日本では2009年以降、レゴブロックのブランドストア「クリックブリック」のみの販売となっている。また、日本未発売の商品やトイザらス限定商品も存在していた。
2010年をもって一旦シリーズの展開を終了。2010年〜2014年に同様のパーツを使用し世界観を変えた「ヒーローファクトリー」を展開した。
2015年よりヒーローファクトリーは終了し、再びバイオニクルが再開された。シリーズ展開は当初最低3年は続けるとしていたが、売り上げが予想以上に伸びず、2年目となる2016年夏に発売されたセットをもって打ち切りとなった。

## 概要
シリーズの玩具には様々なポーズをとらせる事が出来る球体関節があり、レゴ・テクニックシリーズやシステム（いわゆる普通のレゴブロック）とも共有できる。玩具シリーズのキャラクターは四大元素とポリネシア神話に基づいている。ストーリーを持つシリーズは、以前からルーカスフィルムのスター・ウォーズ映画に基づくセットがあったが、バイオニクルシリーズは社内で開発したストーリーを得た最初のレゴプロジェクトだった。公式にレゴのボブ・トンプソンとマーティン・アンダーセン（トンプソンは既に自分の会社・Good Story Productionsを設立する為に退社していた。）、フリーランスのイギリスのライターアラステア・スウィナートンとデンマークの広告会社アドバンスのクリスチャン・ファバーをクレジットしている。また、バイオニクルはレゴ社では初めて多年継続を意図したシリーズで、2010年まで10年にわたってシリーズが展開されていた。また、レゴ社の製品で初めて映画化されたシリーズでもある。（マスク・オブ・ライト、メトロ・ヌイの伝説、Bionicle 3: Web of Shadows）バイオニクルのストーリーラインは主に書籍シリーズ及びコミックスで話されていて、主にグレッグ・ファーシュティによって書かれている。グレッグはBZPowerファンコミュニティの一員で、フォーラムメンバーからのバイオニクルについての質問に度々答えている。その回答の中には（Official Greg Discussion threadで公表されている）、近く公開するストーリーラインの要点（現在及び過去のストーリーラインについての秘密を明かしたり、近々公開するものからの引用などもあった）の詳細を前もって話すこともある。

## ストーリー

### 2001〜2003: Bionicle Chronicles
マタ・ヌイが眠りについてから千年もの間マタ・ヌイ島は邪悪なマクータ（テリダックス）の暗黒の支配下にあった。その地に生きるマトランは、ツラガを中心としてマクータの恒常的な攻撃から自衛していた。ある日、6人のトーアが訪れ、マクータに挑むが、彼らは仲間同士の衝突、ボロックやラクシのような未だに増大し続ける脅威、第七のトーアの探索などに立ち向かわなければならなかった。

### 2004〜2005: Bionicle Adventures
マクータが敗北した後、失われた街・メトロ・ヌイが発見された。ツラガはトーア・ヌーヴァにメトロ・ヌイの滅亡の理由や彼らがトーア・メトロであった時代の物語を話し始める。それは、メトロ・ヌイを乗っ取ろうとする謎の植物モブザックの事、マタ・ヌイが終わりのない眠りに陥らされた事、そしてヴィソラックによってルイネッドシティが征服され、マトラン達が危機から避難したときのグレートレスキューの事についてであった。

### 2006〜2008: Bionicle Legends
メトロ・ヌイの物語が語られた後、グレート・スピリットであるマタ・ヌイの受けた呪いは単に眠らせるものではなく、彼の命を奪う危険があるものである事が分かった。命のマスク「イグニカ」のみが彼を救う事が出来るが、ダークハンターなど多くの軍勢が私利私欲の為にイグニカを欲していた。トーア・ヌーヴァはマタ・ヌイを救う為マスクを手に入れようとするが、自らの使命は別にある事や、マタ・ヌイを救う使命を担うのは新たな英雄であるトーア・イニカの運命だと気付く。ピラカと名乗る一団もまた、利益の為にマスクを求めトーアイニカと衝突するが、バラッキの手に渡ってしまう。
ヴォヤ・ヌイの海底深くに沈んだイグニカを、マーリヌイの住民であるガーマトランのキレックスが発見。後にそれをポーマトランのデカールに渡す。そこにバラッキがイグニカを奪おうと襲撃をするが、イグニカがパワーを発動。デカールをヒドラクソンに変え、小型ラヒにすぎなかったカジュンカを巨大化するなどして新たな守護者を生み出す。それと同時にヴォヤ・ヌイとマーリ・ヌイを繋ぐトンネルの様な場所を通ってきたトーア・イニカをトーア・マーリに変化させる。トーアマーリは、バラッキやガジュンカ、マキシロスとの戦闘後、イグニカを取り戻す。その後トーアマーリはヴォヤヌイを元の場所に戻す為にトンネルを破壊。ヴォヤヌイは沈んでいき、その際にマーリヌイは破壊される。戻ろうとした際にイグニカの色が変わる。それはマタヌイが死を意味するものであった。トーアマーリの一員であるマトロは自分の使命を果たす為、海底深くにポッカリとあいた穴に入りカーダヌイへと到着し、マスクを被りパワーを発動。自分を生命エネルギーに変えてマタヌイにあたえる（この時点で実質上マトロは死亡したことになる）。
その頃カーダヌイにいたブラザーフッドのメンバーであるアントロズ、ヴァンプラー、キーロックスは、マトロがイグニカを使用した際の光によって失明してしまった。そこで彼らはアボマトランの村を襲撃し、ラディアック、ガブラ、そしてアボマトランのリーダーであったキロップを自分たちの目の代わりになる者としてシャドウマトランに変えた。マクータ達は、カーダヌイが闇に堕ちればマタヌイも闇に包まれて死ぬ事を知っていた為、カーダヌイを制圧しにかかる。一方トーアヌーバはアータッカ島に行き、環境によって変化するアーマーを島の王であるアータッカに与えられ、カーダヌイへとワープした。トーアヌーバ達はタフー率いるチームとコパカ率いるチームに分かれた。
カーダヌイの湿地帯の湖に沈んでいたイグニカはマトロの示した勇気に喚起され、自分がトーアとなることを決意。水中の有機生命体を自分のボディやスカイボードへと変化させ、後にコパカのチームと合流した。4人のトーアと、アントロズら3人、シャドウリーチを生み出すミュートラン、そしてアントローズ達の助けに駆けつけたイカラックスの5人のマクータ達は死闘を繰り広げた。イグニカのパワーによって負傷したマクータ達は一時撤退することにし、残り3人のマクータ、バイティル、ゴーラスト、クリカと合流する為に湿地帯へと移動した。

## 用語・アイテム
プロトデルミス/Protodermis
この世界の基礎となる物質。液体、固体、エネルギー状など様々な形で存在するが、エネルギー状の物は貴重。
メトロ・ヌイはプロトデルミスの海に浮かんでおり、住人たちはこれを加工して建物や生活必需品、ディスクなどを作っていた。エネルギープロトデルミスには生物を強化する作用があり、トーア・マタはこれによってトーア・ヌーヴァへと進化した。
カノイ/Kanohi
バイオニクルに登場するキャラクター達には、常にカノイと呼ばれる仮面を身につける習慣がある。多くはマトランの職人によってディスクから作られる。通常はただの装飾品にすぎないが、質の高いディスクから作られたノーブルカノイやグレートカノイと呼ばれるカノイは装着した者に様々な特殊能力を与える力を持つ。
初期のカノイ集め、光のマスクや命のマスクの探索などストーリーの中心にはカノイが存在することが多い。
またカノイのように顔面に取りつくクラナやカノイを汚染するクラータなど、カノイに関連した生物も存在する。
アボーキー/Avohkii
光のグレートカノイ。タカヌーヴァが装着する。
ヴァヒ/Vahi
時のグレートカノイ。デュームの依頼でワカマによって、6枚のグレートディスクを融合させたディスクから創られた。
イグニカ/Ignika
生命のグレートカノイ。他のカノイと違って意思を持っている。
コーリ/Koli-Ball
マタ・ヌイ島で最も人気のある、フィールドホッケーのような球技。
二人一組で一度に6チームまでプレイでき、村同士の紛争を収めるためにも行われている。
ボクサー/Boxer
ボロックの残骸から造られた、対ボロック用のパワードスーツ。オヌマトランのヌパルによって考案された。

## ゲーム
- バイオニクル ヒーローズ

2007年にPlayStation 2とニンテンドーDSにてエレクトロニック・アーツから発売。PlayStation 2版はビハインドカメラ視点のTPSだが、ニンテンドーDS版は主観視点のFPSタイプのゲームだった。海外ではニンテンドー ゲームキューブ版、Wii版、Xbox 360版、ゲームボーイアドバンス版、PC版なども出ている。
- Bionicle

2003年にニンテンドー ゲームキューブ、PlayStation 2、Xboxなどにて発売された、TPSタイプの3Dアクション。日本未発売。
- Bionicle: Maze of Shadows

2005年に発売された、ゲームボーイアドバンス用ゲーム。日本未発売。
- Bionicle: Matoran Adventures

2002年に発売された、ゲームボーイアドバンス用ゲーム。日本未発売。
- Lego Bionicle

2001年に発売された、ゲームボーイアドバンス用ゲーム。日本未発売。

## トリビア

### 色と接頭辞
多くのキャラクターや地名などは特定の色と接頭辞によって6つの属性に分類されている。
- 赤のキャラクターは火と行動を共にし、「タ-/Ta-」の接頭辞を使う。
- 青のキャラクターは水と行動を共にし、「ガ-／Ga-」の接頭辞を使う。また、キャラクターの大半が女性である（敵は除く）。
- 緑のキャラクターは大気や森と行動を共にし、「レ-/Le-」の接頭辞を使う。
- 茶[注 1]のキャラクターは岩石と行動を共にし、「ポ-/Po-」の接頭辞を使う。
- 黒のキャラクターは土大地と行動を共にし、「オヌ-／Onu-」の接頭辞を使う。
- 白のキャラクターは氷と行動を共にし、「コ-／Ko-」の接頭辞を使う。

これまでの所、六つの主要なグループは全て色の体系に従っているが、最も独特な「bad guy」セットにはこれらとは異なる属性に所属していたり、或いは属性を持っていない者もある。接頭辞は主にマトランの種と住処を特定する為に使われているが、「トーア・ヌーヴァ」や一部の敵には接頭辞やそれらを変化させたものを名前のなかに含む者もいる。
- 火の村人は「ター・マトラン/Ta-Matoran」で表され、氷の地域は「コー・ワヒ/Ko-Wahi」と呼ばれる。大地の村は「オヌ・コロ/Onu-Koro」である。
- 青の「ボロック」は「ガーロック/Gahlok」、緑の「ラクシ」は「レラーク/Lerahk」、茶色の「ヴィゾラック」は「ロポラック/Roporak」などと呼ばれる。色に対応した地域に出没したり、対応した属性の技を使うことが多い。

### 論争
2001年、レゴはニュージーランドのマオリの活動家によってバイオニクル商品の名称に使われているマオリの単語の不法な商標登録に対するlegal actionに直面した。レゴは商業的にマオリ語を使う事をやめる事に同意し、多くの既存のバイオニクルの単語を次のように変更するか取り除いた。
- 「Huki（ヒューキー）」は「ハンマーの一撃」や「震動」、「激震」を意味し、岩石のマトランの名前に使われていたが、Hewkii（ハウキー）に変更された。
- 「Jala」は炎のマトランの名前として使われていたが「Jaller（ジャラー）」に変更された。
- 「Kahu」は「岬」あるいは「マント」を意味し、「Kewa」は鳥のラヒに使われていたが、それらは1つになり、「Gukko Birds」と同じ物になった。
- 「Koli」はスポーツの名前として使われていたがKolhii（コーリ）に変更された。
- 「Maku」は「湿気」を意味し、水のキャラクターの名前として使われていたが「Macku（マックー）」に変更された。
- 「Puku」は「胃」や「腹部」等を意味し、ペットのカニのラヒの名前として使われていたが「Pewku（プーク）」に変更された。
- 「Tohunga（トフンガ）」は「職人」や「熟練者」等を意味し、一般的な市民に使われていたが、「マトラン」に置き換えられた。
- 「Hoi」・「Kuna」・「Vako」は別々のラヒの名前として使われていたが、Kunaは今は「bog snakes」と呼ばれHoiは「shoreline turtle」と呼ばれているが、Vakoは以来見られていない。[5]

（Bionicle societyの「Naming Day」の「Holidays」も参照の事。物語の中ではいくつかの名前の変更の説明もされている。）
しかし、多くのマオリ用語、特に「Bionicle Chronicles」での初期のストーリーラインで紹介された物についてはそのままになっている。全てではないがいくつかの例を以下に示す。
- 「Toa」はチャンピオンを意味するマオリ単語でバイオニクルの主要な英雄達が持つ称号である。
- 「Turaga」は村長を意味するフィジー語の称号で、バイオニクルでも同じように用いられている。
- 「Kanohi」は顔を意味するマオリ単語で、バイオニクル語で仮面を意味する。
- 「Kopaka」は「冷たい」や「氷」を意味するマオリ単語で、氷のトーアの名前である。
- 「Onewa」は「玄武岩」を意味するマオリ単語で石のツラガの名前である。
- 「Pohatu」は「石」や「岩」を意味するマオリ単語で石のトーアの名前である。
- 「Tahu」は「燃焼する」を意味するマオリ単語で火のトーアの名前である。
- 「Whenua」は「大地」を意味するマオリ単語で大地のツラガの名前である。

「Umbra」（影の一部を意味するラテン語にちなむ）と「Nocturn」（ノクターンや夜行性に基づいているようだ）いう名のキャラクターは、少なくとも「umbara」の使用はラテン語が使われなくなった言語である状態であるため容認可能と考えられている。
英語が元になっているバイオニクルの名前が増えつつあることも注記されねばならない。例えば、「Axonn」は「axe」に基づいている。

## Alternate reality game
2006年にレゴグループは“alternate reality game featuring the All-American Rejects”を作りバイオニクルの2006年の夏のアメリカでのプロモーションにした。Free the Bandというウェブサイトで始まって、そこでオール・アメリカン・リジェクツ (AAR)が誘拐された事が書かれていた。誘拐の容疑者はピラカで、トーア・イニカは彼らを救出しようとしていた。その時から、多くのサイト（ゲームでの出来事を追った二人の子供によるブログInika Unite!とRock Yachts）が見つかっており、ゲームの中ではthe front companyはピラカがAARを誘拐する為に使われている。
レゴはオール・アメリカン・リジェクツの歌「Move Along」をトーア・イニカのCMに使っている。（ここで見る事が出来る。）